# 레이맨 (캐릭터)
레이맨(Rayman)은 사람의 모습을 지닌 비디오 게임의 시리즈이자 캐릭터이며, 비디오 게임 제공업체 유비소프트의 공식 마스코트이다. 유비소프트의 미셸 앙셀이 개발하였다.
1995년 비디오 게임 레이맨에 처음 등장한 레이맨은 여러 비디오 게임과 단편 텔레비전 애니메이션 시리즈 Rayman: The Animated Series의 주요 대상이 되었다.
레이맨 캐릭터 기반의 휴대 전화 게임들은 게임로프트가 개발하여 배포하였다.

## 같이 보기
- 유비소프트